# Liste des membres du Riksdag (2006-2010)
La liste des membres du Riksdag (2006-2010) énumère les membres du parlement national suédois : le Riksdag, dans la législature courant de 2006 à 2010.
Le Riksdag est une assemblée monocamérisme avec 349 membres qui sont élus suivant le système à scrutin proportionnel plurinominal pour une durée de quatre ans. Dans le Riksdag, les membres sont assis par circonscription et non par parti politique. 
Les députés suivants ont été élus lors des élections législatives suédoises de 2006 et resteront en fonctions jusqu'à l'élection générale suédoise de 2010. Les membres du Cabinet de centre-droit de Fredrik Reinfeldt, la coalition au pouvoir pendant cette période, sont indiqués en gras, les chefs de parti des sept partis représentés au Riksdag en italique.
| Couleur du parti | Couleur du parti                                                                     | Sièges | Leader du parti                                   |
| ---------------- | ------------------------------------------------------------------------------------ | ------ | ------------------------------------------------- |
|                  | Socialdemokratiska Arbetarepartiet (Parti social-démocrate suédois des travailleurs) | 130    | Göran Persson (1996–2007) Mona Sahlin (2007–)     |
|                  | Moderata Samlingspartiet (Parti du rassemblement modéré)                             | 97     | Fredrik Reinfeldt (2003–)                         |
|                  | Centerpartiet (Parti du Centre)                                                      | 29     | Maud Olofsson (2001–)                             |
|                  | Folkpartiet Liberalerna (Parti du Peuple - Les Libéraux)                             | 28     | Lars Leijonborg (1997–2007) Jan Björklund (2007–) |
|                  | Kristdemokraterna (Les chrétiens-démocrates)                                         | 24     | Göran Hägglund (2004–)                            |
|                  | Vänsterpartiet (Parti de gauche)                                                     | 22     | Lars Ohly (2004–)                                 |
|                  | Miljöpartiet de Gröna (Parti de l'environnement-Les Verts)                           | 19     | Peter Eriksson (2002–) Maria Wetterstrand (2002–) |

## Liste
| Siège | Nom | Nom | Parti                                           | Circonscription                |
| ----- | --- | --- | ----------------------------------------------- | ------------------------------ |
| 1     |     | Jan Björkman | Parti social-démocrate suédois des travailleurs | Comté de Blekinge              |
| 2     |     | Birgitta Sellén | Parti du centre                                 | Comté de Västernorrland        |
| 3     |     | Liselott Hagberg | Parti du peuple - Les Libéraux                  | Comté de Södermanland          |
| 4     |     | Lars Leijonborg (suppléant (6 octobre 2006–) par Mauricio Rojas) | Parti du peuple - Les Libéraux                  | Comté de Stockholm             |
| 5     |     | Mona Sahlin | Parti social-démocrate suédois des travailleurs | Comté de Stockholm             |
| 6     |     | Per Westerberg (Speaker) (suppléant (6 octobre 2006–) par Peder Wachtmeister) | Modérés                                         | Comté de Södermanland          |
| 7     |     | Göran Persson (remplacé (1er mai 2007) par Caroline Helmersson Olsson) | Parti social-démocrate suédois des travailleurs | Comté de Södermanland          |
| 8     |     | Michael Hagberg | Parti social-démocrate suédois des travailleurs | Comté de Södermanland          |
| 9     |     | Sonia Karlsson | Parti social-démocrate suédois des travailleurs | Comté d'Östergötland           |
| 10    |     | Peter Eriksson | Parti de l'environnement Les Verts              | Comté d'Östergötland           |
| 11    |     | Yvonne Andersson | Chrétiens-démocrates                            | Comté d'Östergötland           |
| 12    |     | Jeppe Johnsson | Modérés                                         | Comté de Blekinge              |
| 13    |     | Kerstin Andersson | Parti social-démocrate suédois des travailleurs | Comté de Blekinge              |
| 14    |     | Annicka Engblom | Modérés                                         | Comté de Blekinge              |
| 15    |     | Alf Svensson | Chrétiens-démocrates                            | Comté de Scanie Nord et Est    |
| 16    |     | Ylva Johansson | Parti social-démocrate suédois des travailleurs | Comté de Scanie Nord et Est    |
| 17    |     | Christer Nylander | Parti du peuple - Les Libéraux                  | Comté de Scanie Nord et Est    |
| 18    |     | Inger René | Modérés                                         | Comté de Västra Götaland Ouest |
| 19    |     | Kent Olsson | Modérés                                         | Comté de Västra Götaland Ouest |
| 20    |     | Rosita Runegrund | Chrétiens-démocrates                            | Comté de Västra Götaland Ouest |
| 21    |     | Ann-Kristine Johansson | Parti social-démocrate suédois des travailleurs | Comté de Värmland              |
| 22    |     | Marie Engström | Parti de gauche                                 | Comté de Värmland              |
| 23    |     | Rolf Gunnarsson | Modérés                                         | Comté de Dalécarlie            |
| 24    |     | Mats Odell (suppléant (6 octobre 2006–) par Emma Henriksson) | Chrétiens-démocrates                            | Comté de Stockholm             |
| 23    |     | Göran Lennmarker | Modérés                                         | Comté de Stockholm             |
| 26    |     | Inger Davidson | Chrétiens-démocrates                            | Comté de Stockholm             |
| 27    |     | Karin Pilsäter | Parti du peuple - Les Libéraux                  | Comté de Stockholm             |
| 28    |     | Laila Bjurling | Parti social-démocrate suédois des travailleurs | Comté de Södermanland          |
| 29    |     | Elisebeht Markström | Parti social-démocrate suédois des travailleurs | Comté de Södermanland          |
| 30    |     | Gunnar Axén | Modérés                                         | Comté d'Östergötland           |
| 31    |     | Anne Ludvigsson | Parti social-démocrate suédois des travailleurs | Comté d'Östergötland           |
| 32    |     | Billy Gustafsson | Parti social-démocrate suédois des travailleurs | Comté d'Östergötland           |
| 33    |     | Gunilla Carlsson (suppléant (6 octobre 2006–) par Finn Bengtsson) | Modérés                                         | Comté d'Östergötland           |
| 34    |     | Christer Engelhardt | Parti social-démocrate suédois des travailleurs | Comté de Gotland               |
| 35    |     | Rolf K. Nilsson | Modérés                                         | Comté de Gotland               |
| 36    |     | Peter Jeppsson | Parti social-démocrate suédois des travailleurs | Comté de Blekinge              |
| 37    |     | Marie Granlund | Parti social-démocrate suédois des travailleurs | Commune de Malmö               |
| 38    |     | Kerstin Engle | Parti social-démocrate suédois des travailleurs | Comté de Scanie Nord et Est    |
| 39    |     | Lars-Ivar Ericsson | Parti du centre                                 | Comté de Scanie Nord et Est    |
| 40    |     | Margareta Pålsson | Modérés                                         | Comté de Scanie Nord et Est    |
| 41    |     | Åsa Torstensson (suppléant (6 octobre 2006–) par Maria Kornevik-Jakobsson) | Parti du centre                                 | Comté de Västra Götaland Ouest |
| 42    |     | Jan-Olof Larsson | Parti social-démocrate suédois des travailleurs | Comté de Västra Götaland Ouest |
| 43    |     | Holger Gustafsson | Chrétiens-démocrates                            | Comté de Västra Götaland Est   |
| 44    |     | Marina Pettersson | Parti social-démocrate suédois des travailleurs | Comté de Värmland              |
| 45    |     | Dan Kihlström | Chrétiens-démocrates                            | Comté de Värmland              |
| 46    |     | Jan-Evert Rådhström | Modérés                                         | Comté de Värmland              |
| 47    |     | Kenneth Johansson | Parti du centre                                 | Comté de Dalécarlie            |
| 48    |     | Marita Ulvskog | Parti social-démocrate suédois des travailleurs | Comté de Dalécarlie            |
| 49    |     | Kurt Kvarnström | Parti social-démocrate suédois des travailleurs | Comté de Dalécarlie            |
| 50    |     | Sylvia Lindgren | Parti social-démocrate suédois des travailleurs | Comté de Dalécarlie            |
| 51    |     | Mikael Odenberg (suppléant (6 octobre 2006–15 novembre 2006) par Reza Khelili Dylami) (suppléant (16 novembre 2006–17 septembre 2007) par Marianne Watz) (remplacé (18 septembre 2007–) par Sofia Arkelsten) | Modérés                                         | Commune de Stockholm           |
| 52    |     | Pär Nuder | Parti social-démocrate suédois des travailleurs | Comté de Stockholm             |
| 53    |     | Carina Moberg | Parti social-démocrate suédois des travailleurs | Comté de Stockholm             |
| 54    |     | Björn von Sydow | Parti social-démocrate suédois des travailleurs | Comté de Stockholm             |
| 55    |     | Christina Axelsson | Parti social-démocrate suédois des travailleurs | Comté de Stockholm             |
| 56    |     | Kjell Eldensjö | Chrétiens-démocrates                            | Comté de Södermanland          |
| 57    |     | Elina Linna | Parti de gauche                                 | Comté de Södermanland          |
| 58    |     | Louise Malmström | Parti social-démocrate suédois des travailleurs | Comté d'Östergötland           |
| 59    |     | Johan Löfstrand | Parti social-démocrate suédois des travailleurs | Comté d'Östergötland           |
| 60    |     | Chatrine Pålsson Ahlgren | Chrétiens-démocrates                            | Comté de Kalmar                |
| 61    |     | Krister Örnfjäder | Parti social-démocrate suédois des travailleurs | Comté de Kalmar                |
| 62    |     | Leif Jakobsson | Parti social-démocrate suédois des travailleurs | Commune de Malmö               |
| 63    |     | Karin Svensson Smith | Parti de l'environnement Les Verts              | Commune de Malmö               |
| 64    |     | Göran Persson | Parti social-démocrate suédois des travailleurs | Comté de Scanie Nord et Est    |
| 65    |     | Christer Adelsbo | Parti social-démocrate suédois des travailleurs | Comté de Scanie Nord et Est    |
| 66    |     | Alf Eriksson | Parti social-démocrate suédois des travailleurs | Comté d'Halland                |
| 67    |     | Hans Hoff | Parti social-démocrate suédois des travailleurs | Comté d'Halland                |
| 68    |     | Lars Tysklind | Parti du peuple - Les Libéraux                  | Comté de Västra Götaland Ouest |
| 69    |     | Catharina Bråkenhielm | Parti social-démocrate suédois des travailleurs | Comté de Västra Götaland Ouest |
| 70    |     | Monica Green | Parti social-démocrate suédois des travailleurs | Comté de Västra Götaland Est   |
| 71    |     | Urban Ahlin | Parti social-démocrate suédois des travailleurs | Comté de Västra Götaland Est   |
| 72    |     | Tommy Ternemar | Parti social-démocrate suédois des travailleurs | Comté de Värmland              |
| 73    |     | Berit Högman | Parti social-démocrate suédois des travailleurs | Comté de Värmland              |
| 74    |     | Anneli Särnblad | Parti social-démocrate suédois des travailleurs | Comté de Dalécarlie            |
| 75    |     | Lena Olsson | Parti de gauche                                 | Comté de Dalécarlie            |
| 76    |     | Sinikka Bohlin | Parti social-démocrate suédois des travailleurs | Comté de Gävleborg             |
| 77    |     | Ulrica Messing (remplacé (18 septembre 2007–) par Roland Bäckman) | Parti social-démocrate suédois des travailleurs | Comté de Gävleborg             |
| 78    |     | Lars Lilja | Parti social-démocrate suédois des travailleurs | Comté de Västerbotten          |
| 79    |     | Ulla Löfgren (remplacé (1er octobre 2008–) par Ulf Grape) | Modérés                                         | Comté de Västerbotten          |
| 80    |     | Göran Hägglund (suppléant (6 octobre 2006–) par Désirée Pethrus Engström) | Chrétiens-démocrates                            | Commune de Stockholm           |
| 81    |     | Fredrik Reinfeldt (suppléant (6 octobre 2006–15 novembre 2006) par Helena Rivière) (suppléant (16 November 2006–17 septembre 2007) par Sofia Arkelsten) (suppléant (7 mai 2008–) par Margareta Cederfelt)    | Modérés                                         | Commune de Stockholm           |
| 82    |     | Ingvar Svensson | Chrétiens-démocrates                            | Comté de Stockholm             |
| 83    |     | Marietta de Pourbaix-Lundin | Modérés                                         | Comté de Stockholm             |
| 84    |     | Barbro Westerholm | Parti du peuple - Les Libéraux                  | Comté de Stockholm             |
| 85    |     | Catharina Elmsäter-Svärd (remplacé (1er mars 2008–) par Eliza Roszkowska Öberg) | Modérés                                         | Comté de Stockholm             |
| 86    |     | Roger Tiefensee | Parti du centre                                 | Comté de Södermanland          |
| 87    |     | Fredrik Olovsson | Parti social-démocrate suédois des travailleurs | Comté de Södermanland          |
| 88    |     | Karin Granbom | Parti du peuple - Les Libéraux                  | Comté d'Östergötland           |
| 89    |     | Staffan Danielsson | Parti du centre                                 | Comté d'Östergötland           |
| 90    |     | Håkan Juholt | Parti social-démocrate suédois des travailleurs | Comté de Kalmar                |
| 91    |     | Eva Bengtson Skogsberg | Modérés                                         | Comté de Kalmar                |
| 92    |     | Hillevi Larsson (suppléant (9 juin 2008–1er janvier 2009) par Rose-Marie Carlsson) | Parti social-démocrate suédois des travailleurs | Commune de Malmö               |
| 93    |     | Allan Widman | Parti du peuple - Les Libéraux                  | Commune de Malmö               |
| 94    |     | Göran Montan | Modérés                                         | Comté de Scanie Nord et Est    |
| 95    |     | Hans Wallmark | Modérés                                         | Comté de Scanie Nord et Est    |
| 96    |     | Lars Gustafsson | Chrétiens-démocrates                            | Comté d'Halland                |
| 97    |     | Jan Ertsborn | Parti du peuple - Les Libéraux                  | Comté d'Halland                |
| 98    |     | Kenneth G. Forslund | Parti social-démocrate suédois des travailleurs | Comté de Västra Götaland Ouest |
| 99    |     | Birgitta Eriksson | Parti social-démocrate suédois des travailleurs | Comté de Västra Götaland Ouest |
| 100   |     | Carina Ohlsson | Parti social-démocrate suédois des travailleurs | Comté de Västra Götaland Est   |
| 101   |     | Lars Elinderson | Modérés                                         | Comté de Västra Götaland Est   |
| 102   |     | Lars Mejern Larsson | Parti social-démocrate suédois des travailleurs | Comté de Värmland              |
| 103   |     | Erik A. Eriksson | Parti du centre                                 | Comté de Värmland              |
| 104   |     | Jan Lindholm | Parti de l'environnement Les Verts              | Comté de Dalécarlie            |
| 105   |     | Carin Runesson | Parti social-démocrate suédois des travailleurs | Comté de Dalécarlie            |
| 106   |     | Sven Bergström | Parti du centre                                 | Comté de Gävleborg             |
| 107   |     | Raimo Pärssinen | Parti social-démocrate suédois des travailleurs | Comté de Gävleborg             |
| 108   |     | Karl Gustav Abramsson | Parti social-démocrate suédois des travailleurs | Comté de Västerbotten          |
| 109   |     | Gunilla Tjernberg | Chrétiens-démocrates                            | Comté de Västerbotten          |
| 110   |     | Beatrice Ask (suppléant (6 octobre 2006–15 novembre 2006) par Sofia Arkelsten) (suppléant (16 novembre 2006–17 septembre 2007) par Reza Khelili Dylami) (suppléant (7 mai 2008–) par Marianne Watz)          | Modérés                                         | Commune de Stockholm           |
| 111   |     | Anders Ygeman (suppléant (18 mars 2007–17 septembre 2007) par Maria Östberg Svanelind) | Parti social-démocrate suédois des travailleurs | Commune de Stockholm           |
| 112   |     | Tommy Waidelich | Parti social-démocrate suédois des travailleurs | Comté de Stockholm             |
| 113   |     | Lars Ohly | Parti de gauche                                 | Comté de Stockholm             |
| 114   |     | Yilmaz Kerimo | Parti social-démocrate suédois des travailleurs | Comté de Stockholm             |
| 115   |     | Karin Enström | Modérés                                         | Comté de Stockholm             |
| 116   |     | Gunvor G. Ericson | Parti de l'environnement Les Verts              | Comté de Södermanland          |
| 117   |     | Walburga Habsburg Douglas | Modérés                                         | Comté de Södermanland          |
| 118   |     | Torbjörn Björlund | Parti de gauche                                 | Comté d'Östergötland           |
| 119   |     | Betty Malmberg | Modérés                                         | Comté d'Östergötland           |
| 120   |     | Anders Åkesson | Parti du centre                                 | Comté de Kalmar                |
| 121   |     | Désirée Liljevall | Parti social-démocrate suédois des travailleurs | Comté de Kalmar                |
| 122   |     | Tobias Billström (suppléant (6 octobre 2006–15 février 2007) par Osama Ali Maher) (suppléant (16 février 2007–) par Staffan Appelros)                                                                        | Modérés                                         | Commune de Malmö               |
| 123   |     | Luciano Astudillo | Parti social-démocrate suédois des travailleurs | Commune de Malmö               |
| 124   |     | Ronny Olander | Parti social-démocrate suédois des travailleurs | Comté de Scanie Sud            |
| 125   |     | Catherine Persson (remplacé (9 avril 2007–) par Bo Bernhardsson) | Parti social-démocrate suédois des travailleurs | Comté de Scanie Sud            |
| 126   |     | Anne Marie Brodén | Modérés                                         | Comté d'Halland                |
| 127   |     | Jan Andersson | Parti du centre                                 | Comté d'Halland                |
| 128   |     | Wiwi-Anne Johansson | Parti de gauche                                 | Comté de Västra Götaland Ouest |
| 129   |     | Maria Plass | Modérés                                         | Comté de Västra Götaland Ouest |
| 130   |     | Christer Winbäck | Parti du peuple - Les Libéraux                  | Comté de Västra Götaland Est   |
| 131   |     | Cecilia Widegren | Modérés                                         | Comté de Västra Götaland Est   |
| 132   |     | Christian Holm | Modérés                                         | Comté de Värmland              |
| 133   |     | Nina Larsson | Parti du peuple - Les Libéraux                  | Comté de Värmland              |
| 134   |     | Mikael Rosén (remplacé (16 novembre 2006–) par Patrik Forslund) | Modérés                                         | Comté de Dalécarlie            |
| 135   |     | Ulf Berg | Modérés                                         | Comté de Dalécarlie            |
| 136   |     | Åsa Lindestam | Parti social-démocrate suédois des travailleurs | Comté de Gävleborg             |
| 137   |     | Hans Backman | Parti du peuple - Les Libéraux                  | Comté de Gävleborg             |
| 138   |     | Maud Olofsson (suppléant (6 octobre 2006–) par Åke Sandström} | Parti du centre                                 | Comté de Västerbotten          |
| 139   |     | Britta Rådström | Parti social-démocrate suédois des travailleurs | Comté de Västerbotten          |
| 140   |     | Nikos Papadopoulos (en) | Parti social-démocrate suédois des travailleurs | Commune de Stockholm           |
| 141   |     | Anna Lilliehöök | Modérés                                         | Commune de Stockholm           |
| 142   |     | Gunnar Andrén | Parti du peuple - Les Libéraux                  | Comté de Stockholm             |
| 143   |     | Kerstin Lundgren | Parti du centre                                 | Comté de Stockholm             |
| 144   |     | Ewa Björling (suppléant (18 septembre 2007–29 février 2008) par Eliza Roszkowska Öberg) (suppléant (1er mars 2008–) par Göran Thingwall)                                                                     | Modérés                                         | Comté de Stockholm             |
| 145   |     | Hillevi Engström | Modérés                                         | Comté de Stockholm             |
| 146   |     | Lennart Hedquist | Modérés                                         | Comté d'Uppsala                |
| 147   |     | Per Bill | Modérés                                         | Comté d'Uppsala                |
| 148   |     | Aleksander Gabelic | Parti social-démocrate suédois des travailleurs | Comté d'Östergötland           |
| 149   |     | Andreas Norlén | Modérés                                         | Comté d'Östergötland           |
| 150   |     | Jan R. Andersson | Modérés                                         | Comté de Kalmar                |
| 151   |     | Lena Hallengren (suppléant (3 mars 2008–1er mars 2009) par Dan Nilsson) | Parti social-démocrate suédois des travailleurs | Comté de Kalmar                |
| 152   |     | Inge Garstedt | Modérés                                         | Commune de Malmö               |
| 153   |     | Marianne Berg | Parti de gauche                                 | Commune de Malmö               |
| 154   |     | Ulf Nilsson | Parti du peuple - Les Libéraux                  | Comté de Scanie Sud            |
| 155   |     | Morgan Johansson | Parti social-démocrate suédois des travailleurs | Comté de Scanie Sud            |
| 156   |     | Henrik von Sydow | Modérés                                         | Comté d'Halland                |
| 157   |     | Marianne Kierkemann | Modérés                                         | Comté d'Halland                |
| 158   |     | Lars-Arne Staxäng | Modérés                                         | Comté de Västra Götaland Ouest |
| 159   |     | Tina Ehn | Parti de l'environnement Les Verts              | Comté de Västra Götaland Ouest |
| 160   |     | Egon Frid | Parti de gauche                                 | Comté de Västra Götaland Est   |
| 161   |     | Patrik Björck | Parti social-démocrate suédois des travailleurs | Comté de Västra Götaland Est   |
| 162   |     | Sten Tolgfors (suppléant (6 octobre 2006–) par Oskar Öholm) | Modérés                                         | Comté d'Örebro                 |
| 163   |     | Peter Pedersen | Parti de gauche                                 | Comté d'Örebro                 |
| 164   |     | Lennart Sacrédeus | Chrétiens-démocrates                            | Comté de Dalécarlie            |
| 165   |     | Peter Hultqvist | Parti social-démocrate suédois des travailleurs | Comté de Dalécarlie            |
| 166   |     | Margareta Kjellin | Modérés                                         | Comté de Gävleborg             |
| 167   |     | Bodil Ceballos | Parti de l'environnement Les Verts              | Comté de Gävleborg             |
| 168   |     | Thomas Nihlén | Parti de l'environnement Les Verts              | Comté de Västerbotten          |
| 169   |     | LiseLotte Olsson | Parti de gauche                                 | Comté de Västerbotten          |
| 170   |     | Kalle Larsson | Parti de gauche                                 | Commune de Stockholm           |
| 171   |     | Carl B. Hamilton | Parti du peuple - Les Libéraux                  | Commune de Stockholm           |
| 172   |     | Maria Wetterstrand | Parti de l'environnement Les Verts              | Commune de Stockholm           |
| 173   |     | Bosse Ringholm | Parti social-démocrate suédois des travailleurs | Commune de Stockholm           |
| 174   |     | Mikaela Valtersson | Parti de l'environnement Les Verts              | Comté de Stockholm             |
| 175   |     | Mikael Damberg | Parti social-démocrate suédois des travailleurs | Comté de Stockholm             |
| 176   |     | Björn Hamilton | Modérés                                         | Comté de Stockholm             |
| 177   |     | Christina Zedell | Parti social-démocrate suédois des travailleurs | Comté de Stockholm             |
| 178   |     | Thomas Östros | Parti social-démocrate suédois des travailleurs | Comté d'Uppsala                |
| 179   |     | Tone Tingsgård | Parti social-démocrate suédois des travailleurs | Comté d'Uppsala                |
| 180   |     | Margareta Persson | Parti social-démocrate suédois des travailleurs | Comté de Jönköping             |
| 181   |     | Alice Åström | Parti de gauche                                 | Comté de Jönköping             |
| 182   |     | Eskil Erlandsson (suppléant (6 octobre 2006–) par Karin Nilsson) | Parti du centre                                 | Comté de Kronoberg             |
| 183   |     | Tomas Eneroth | Parti social-démocrate suédois des travailleurs | Comté de Kronoberg             |
| 184   |     | Olof Lavesson | Modérés                                         | Commune de Malmö               |
| 185   |     | Cristina Husmark Pehrsson (suppléant (6 octobre 2006–) par Ann-Charlotte Hammar Johnsson) | Modérés                                         | Comté de Scanie West           |
| 186   |     | Lars Lindblad | Modérés                                         | Comté de Scanie Sud            |
| 187   |     | Ewa Thalén Finné | Modérés                                         | Comté de Scanie Sud            |
| 188   |     | Jennie Nilsson | Parti social-démocrate suédois des travailleurs | Comté d'Halland                |
| 189   |     | Magdalena Streijffert | Parti social-démocrate suédois des travailleurs | Comté d'Halland                |
| 190   |     | Claes-Göran Brandin | Parti social-démocrate suédois des travailleurs | Commune de Göteborg            |
| 191   |     | Eva Flyborg | Parti du peuple - Les Libéraux                  | Commune de Göteborg            |
| 192   |     | Britt Bohlin Olsson (remplacé (1er juin 2008–) par Renée Jeryd) | Parti social-démocrate suédois des travailleurs | Comté de Västra Götaland Nord  |
| 193   |     | Ingemar Vänerlöv | Chrétiens-démocrates                            | Comté de Västra Götaland Nord  |
| 194   |     | Charlotte Nordström (remplacé (16 novembre 2006–) par Sten Bergheden) | Modérés                                         | Comté de Västra Götaland Est   |
| 195   |     | Ulrika Carlsson | Parti du centre                                 | Comté de Västra Götaland Est   |
| 196   |     | Mikael Johansson | Parti de l'environnement Les Verts              | Comté d'Örebro                 |
| 197   |     | Johan Pehrson | Parti du peuple - Les Libéraux                  | Comté d'Örebro                 |
| 198   |     | Margareta Israelsson | Parti social-démocrate suédois des travailleurs | Comté de Västmanland           |
| 199   |     | Camilla Lindberg | Parti du peuple - Les Libéraux                  | Comté de Dalécarlie            |
| 200   |     | Ulla Andersson | Parti de gauche                                 | Comté de Gävleborg             |
| 201   |     | Per Svedberg | Parti social-démocrate suédois des travailleurs | Comté de Gävleborg             |
| 202   |     | Maria Lundqvist-Brömster | Parti du peuple - Les Libéraux                  | Comté de Västerbotten          |
| 203   |     | Ibrahim Baylan | Parti social-démocrate suédois des travailleurs | Comté de Västerbotten          |
| 204   |     | Helén Pettersson | Parti social-démocrate suédois des travailleurs | Comté de Västerbotten          |
| 205   |     | Kristina Zakrisson | Parti social-démocrate suédois des travailleurs | Comté de Norrbotten            |
| 206   |     | Lena Adelsohn Liljeroth (suppléant (26 octobre 2006–17 septembre 2007) par Margareta Cederfelt) (suppléant (7 mai 2008–) par Mahmood Fahmi)                                                                  | Modérés                                         | Commune de Stockholm           |
| 207   |     | Veronica Palm | Parti social-démocrate suédois des travailleurs | Commune de Stockholm           |
| 208   |     | Birgitta Ohlsson | Parti du peuple - Les Libéraux                  | Commune de Stockholm           |
| 209   |     | Solveig Ternström | Parti du centre                                 | Commune de Stockholm           |
| 210   |     | Anna Kinberg Batra | Modérés                                         | Comté de Stockholm             |
| 211   |     | Maryam Yazdanfar | Parti social-démocrate suédois des travailleurs | Comté de Stockholm             |
| 212   |     | Nils Oskar Nilsson | Modérés                                         | Comté de Stockholm             |
| 213   |     | Lennart Levi | Parti du centre                                 | Comté de Stockholm             |
| 214   |     | Mats Berglind | Parti social-démocrate suédois des travailleurs | Comté d'Uppsala                |
| 215   |     | Mikael Oscarsson | Chrétiens-démocrates                            | Comté d'Uppsala                |
| 216   |     | Carina Hägg | Parti social-démocrate suédois des travailleurs | Comté de Jönköping             |
| 217   |     | Stefan Attefall | Chrétiens-démocrates                            | Comté de Jönköping             |
| 218   |     | Lars Wegendal | Parti social-démocrate suédois des travailleurs | Comté de Kronoberg             |
| 219   |     | Carina Adolfsson Elgestam | Parti social-démocrate suédois des travailleurs | Comté de Kronoberg             |
| 220   |     | Anders Karlsson | Parti social-démocrate suédois des travailleurs | Comté de Scanie Ouest          |
| 221   |     | Kent Härstedt | Parti social-démocrate suédois des travailleurs | Comté de Scanie Ouest          |
| 222   |     | Peter Althin (remplacé (5 novembre 2007–) par Otto von Arnold) | Chrétiens-démocrates                            | Comté de Scanie Sud            |
| 223   |     | Anne-Marie Pålsson | Modérés                                         | Comté de Scanie Sud            |
| 224   |     | Siw Wittgren-Ahl | Parti social-démocrate suédois des travailleurs | Commune de Göteborg            |
| 225   |     | Göran Lindblad | Modérés                                         | Commune de Göteborg            |
| 226   |     | Cecilia Magnusson | Modérés                                         | Commune de Göteborg            |
| 227   |     | Annelie Enochson | Chrétiens-démocrates                            | Commune de Göteborg            |
| 228   |     | Christina Oskarsson | Parti social-démocrate suédois des travailleurs | Comté de Västra Götaland Nord  |
| 229   |     | Rossana Dinamarca | Parti de gauche                                 | Comté de Västra Götaland Nord  |
| 230   |     | Else-Marie Lindgren | Chrétiens-démocrates                            | Comté de Västra Götaland Sud   |
| 231   |     | Ulf Sjösten (remplacé (30 septembre 2008–) par Cecilie Tenfjord-Toftby) | Modérés                                         | Comté de Västra Götaland Sud   |
| 232   |     | Sofia Larsen | Parti du centre                                 | Comté d'Örebro                 |
| 233   |     | Lennart Axelsson | Parti social-démocrate suédois des travailleurs | Comté d'Örebro                 |
| 234   |     | Sven-Erik Österberg | Parti social-démocrate suédois des travailleurs | Comté de Västmanland           |
| 235   |     | Jörgen Johansson | Parti du centre                                 | Comté de Västmanland           |
| 236   |     | Tomas Tobé | Modérés                                         | Comté de Gävleborg             |
| 237   |     | Hans Stenberg | Parti social-démocrate suédois des travailleurs | Comté de Västernorrland        |
| 238   |     | Berit Andnor | Parti social-démocrate suédois des travailleurs | Comté de Jämtland              |
| 239   |     | Ola Sundell | Modérés                                         | Comté de Jämtland              |
| 240   |     | Lars U. Granberg | Parti social-démocrate suédois des travailleurs | Comté de Norrbotten            |
| 241   |     | Siv Holma | Parti de gauche                                 | Comté de Norrbotten            |
| 242   |     | Mats Johansson | Modérés                                         | Commune de Stockholm           |
| 243   |     | Sten Nordin (remplacé (7 mai 2008–) par Reza Khelili Dylami) | Modérés                                         | Commune de Stockholm           |
| 244   |     | Jan Björklund (suppléant (6 octobre 2006–) par Fredrik Malm) | Parti du peuple - Les Libéraux                  | Commune de Stockholm           |
| 245   |     | Pernilla Zethraeus (remplacé (17 juin 2008–)par Amineh Kakabaveh) | Parti de gauche                                 | Commune de Stockholm           |
| 246   |     | Rune Vikström | Modérés                                         | Comté de Stockholm             |
| 247   |     | Mats Pertoft | Parti de l'environnement Les Verts              | Comté de Stockholm             |
| 248   |     | Anti Avsan | Modérés                                         | Comté de Stockholm             |
| 249   |     | Göran Pettersson | Modérés                                         | Comté de Stockholm             |
| 250   |     | Agneta Gille | Parti social-démocrate suédois des travailleurs | Comté d'Uppsala                |
| 251   |     | Cecilia Wikström | Parti du peuple - Les Libéraux                  | Comté d'Uppsala                |
| 252   |     | Göte Wahlström | Parti social-démocrate suédois des travailleurs | Comté de Jönköping             |
| 253   |     | Maria Larsson (suppléant (6 octobre 2006–) par Irene Osakarsson) | Chrétiens-démocrates                            | Comté de Jönköping             |
| 254   |     | Katarina Brännström | Modérés                                         | Comté de Kronoberg             |
| 255   |     | Eva Johnsson | Chrétiens-démocrates                            | Comté de Kronoberg             |
| 256   |     | Christin Hagberg | Parti social-démocrate suédois des travailleurs | Comté de Scanie Ouest          |
| 257   |     | Torkild Strandberg (remplacé (11 janvier 2007–) par Tina Acketoft) | Parti du peuple - Les Libéraux                  | Comté de Scanie Ouest          |
| 258   |     | Ulf Holm | Parti de l'environnement Les Verts              | Comté de Scanie Sud            |
| 259   |     | Johan Linander | Parti du centre                                 | Comté de Scanie Sud            |
| 260   |     | Lars Johansson | Parti social-démocrate suédois des travailleurs | Commune de Göteborg            |
| 261   |     | Leif Pagrotsky | Parti social-démocrate suédois des travailleurs | Commune de Göteborg            |
| 262   |     | Gunilla Carlsson | Parti social-démocrate suédois des travailleurs | Commune de Göteborg            |
| 263   |     | Cecilia Wigström | Parti du peuple - Les Libéraux                  | Commune de Göteborg            |
| 264   |     | Anita Brodén | Parti du peuple - Les Libéraux                  | Comté de Västra Götaland Nord  |
| 265   |     | Peter Jonsson | Parti social-démocrate suédois des travailleurs | Comté de Västra Götaland Nord  |
| 266   |     | Claes Västerteg | Parti du centre                                 | Comté de Västra Götaland Sud   |
| 267   |     | Ann-Christin Ahlberg | Parti social-démocrate suédois des travailleurs | Comté de Västra Götaland Sud   |
| 268   |     | Sven Gunnar Persson | Chrétiens-démocrates                            | Comté d'Örebro                 |
| 269   |     | Thomas Bodström | Parti social-démocrate suédois des travailleurs | Comté d'Örebro                 |
| 270   |     | Pia Nilsson | Parti social-démocrate suédois des travailleurs | Comté de Västmanland           |
| 271   |     | Staffan Anger | Modérés                                         | Comté de Västmanland           |
| 272   |     | Agneta Lundberg | Parti social-démocrate suédois des travailleurs | Comté de Västernorrland        |
| 273   |     | Susanne Eberstein | Parti social-démocrate suédois des travailleurs | Comté de Västernorrland        |
| 274   |     | Gunnar Sandberg | Parti social-démocrate suédois des travailleurs | Comté de Jämtland              |
| 275   |     | Marie Nordén | Parti social-démocrate suédois des travailleurs | Comté de Jämtland              |
| 276   |     | Maria Öberg | Parti social-démocrate suédois des travailleurs | Comté de Norrbotten            |
| 277   |     | Krister Hammarbergh | Modérés                                         | Comté de Norrbotten            |
| 278   |     | Carin Jämtin (remplacé (22 décembre 2006–) par Börje Vestlund) | Parti social-démocrate suédois des travailleurs | Commune de Stockholm           |
| 279   |     | Mats G. Nilsson | Modérés                                         | Commune de Stockholm           |
| 280   |     | Mehmet Kaplan | Parti de l'environnement Les Verts              | Commune de Stockholm           |
| 281   |     | Per Bolund | Parti de l'environnement Les Verts              | Commune de Stockholm           |
| 282   |     | Mikael Sandström (suppléant (1er mars 2008–14 septembre 2009) par Malin Löfsjögård) | Modérés                                         | Comté de Stockholm             |
| 283   |     | Isabella Jernbeck | Modérés                                         | Comté de Stockholm             |
| 284   |     | Esabelle Reshdouni | Parti de l'environnement Les Verts              | Comté de Stockholm             |
| 285   |     | Mats Gerdau | Modérés                                         | Comté de Stockholm             |
| 286   |     | Ulrika Karlsson | Modérés                                         | Comté d'Uppsala                |
| 287   |     | Jacob Johnson | Parti de gauche                                 | Comté d'Uppsala                |
| 288   |     | Bengt-Anders Johansson | Modérés                                         | Comté de Jönköping             |
| 289   |     | Helene Petersson | Parti social-démocrate suédois des travailleurs | Comté de Jönköping             |
| 290   |     | Tobias Krantz | Parti du peuple - Les Libéraux                  | Comté de Jönköping             |
| 291   |     | Anna Bergkvist | Modérés                                         | Comté de Kronoberg             |
| 292   |     | Peter Danielsson (remplacé (9 November 2006–) par Sven Yngve Persson) | Modérés                                         | Comté de Scanie Ouest          |
| 293   |     | Lennart Pettersson | Parti du centre                                 | Comté de Scanie Ouest          |
| 294   |     | Inger Jarl Beck | Parti social-démocrate suédois des travailleurs | Comté de Scanie Sud            |
| 295   |     | Christine Jönsson | Modérés                                         | Comté de Scanie Sud            |
| 296   |     | Eva Selin Lindgren | Parti du centre                                 | Commune de Göteborg            |
| 297   |     | Lisbeth Grönfeldt Bergman | Modérés                                         | Commune de Göteborg            |
| 298   |     | Eva Olofsson | Parti de gauche                                 | Commune de Göteborg            |
| 299   |     | Hans Rothenberg | Modérés                                         | Commune de Göteborg            |
| 300   |     | Annika Qarlsson | Parti du centre                                 | Comté de Västra Götaland Nord  |
| 301   |     | Björn Leivik | Modérés                                         | Comté de Västra Götaland Nord  |
| 302   |     | Hans Olsson | Parti social-démocrate suédois des travailleurs | Comté de Västra Götaland Sud   |
| 303   |     | Phia Andersson | Parti social-démocrate suédois des travailleurs | Comté de Västra Götaland Sud   |
| 304   |     | Matilda Ernkrans (suppléant (6 octobre 2006–28 août 2007) par Helena Frisk) | Parti social-démocrate suédois des travailleurs | Comté d'Örebro                 |
| 305   |     | Ameer Sachet | Parti social-démocrate suédois des travailleurs | Comté d'Örebro                 |
| 306   |     | Kent Persson | Parti de gauche                                 | Comté de Västmanland           |
| 307   |     | Agneta Berliner | Parti du peuple - Les Libéraux                  | Comté de Västmanland           |
| 308   |     | Gunilla Wahlén | Parti de gauche                                 | Comté de Västernorrland        |
| 309   |     | Lars Lindén | Chrétiens-démocrates                            | Comté de Västernorrland        |
| 310   |     | Solveig Hellquist | Parti du peuple - Les Libéraux                  | Comté de Västernorrland        |
| 311   |     | Per Åsling | Parti du centre                                 | Comté de Jämtland              |
| 312   |     | Karin Åström | Parti social-démocrate suédois des travailleurs | Comté de Norrbotten            |
| 313   |     | Leif Pettersson | Parti social-démocrate suédois des travailleurs | Comté de Norrbotten            |
| 314   |     | Gustav Blix (suppléant (8 septembre 2008–7 décembre 2008) par Curt Linderoth) | Modérés                                         | Commune de Stockholm           |
| 315   |     | Fredrick Federley | Parti du centre                                 | Commune de Stockholm           |
| 316   |     | Anna König Jerlmyr | Modérés                                         | Commune de Stockholm           |
| 317   |     | Johan Forssell (remplacé (16 novembre 2006–) par Helena Rivière) | Modérés                                         | Commune de Stockholm           |
| 315   |     | Per Lodenius | Parti du centre                                 | Comté de Stockholm             |
| 319   |     | Josefin Brink | Parti de gauche                                 | Comté de Stockholm             |
| 320   |     | Karl Sigfrid | Modérés                                         | Comté de Stockholm             |
| 321   |     | Fredrik Schulte | Modérés                                         | Comté de Stockholm             |
| 322   |     | Solveig Zander | Parti du centre                                 | Comté d'Uppsala                |
| 323   |     | Helena Leander | Parti de l'environnement Les Verts              | Comté d'Uppsala                |
| 324   |     | Magdalena Andersson | Modérés                                         | Comté de Jönköping             |
| 325   |     | Thomas Strand | Parti social-démocrate suédois des travailleurs | Comté de Jönköping             |
| 326   |     | Helena Bouveng | Modérés                                         | Comté de Jönköping             |
| 327   |     | Annie Johansson | Parti du centre                                 | Comté de Jönköping             |
| 328   |     | Ann Arleklo | Parti social-démocrate suédois des travailleurs | Comté de Scanie Ouest          |
| 329   |     | Marie Weibull Kornias | Modérés                                         | Comté de Scanie Ouest          |
| 330   |     | Mats Sander | Modérés                                         | Comté de Scanie Ouest          |
| 331   |     | Anders Hansson | Modérés                                         | Comté de Scanie Sud            |
| 332   |     | Max Andersson | Parti de l'environnement Les Verts              | Commune de Göteborg            |
| 333   |     | Karla López (remplacé (14 novembre 2007–) par Lage Rahm) | Parti de l'environnement Les Verts              | Commune de Göteborg            |
| 334   |     | Lars Hjälmered | Modérés                                         | Commune de Göteborg            |
| 335   |     | Hans Linde | Parti de gauche                                 | Commune de Göteborg            |
| 336   |     | Peter Rådberg | Parti de l'environnement Les Verts              | Comté de Västra Götaland Nord  |
| 337   |     | Mikael Cederbratt | Modérés                                         | Comté de Västra Götaland Nord  |
| 338   |     | Jörgen Hellman | Parti social-démocrate suédois des travailleurs | Comté de Västra Götaland Nord  |
| 339   |     | Jan Ericson | Modérés                                         | Comté de Västra Götaland Sud   |
| 340   |     | Eva-Lena Jansson | Parti social-démocrate suédois des travailleurs | Comté d'Örebro                 |
| 341   |     | Elisabeth Svantesson | Modérés                                         | Comté d'Örebro                 |
| 342   |     | Olle Thorell | Parti social-démocrate suédois des travailleurs | Comté de Västmanland           |
| 343   |     | Jessica Polfjärd | Modérés                                         | Comté de Västmanland           |
| 344   |     | Bertil Kjellberg | Modérés                                         | Comté de Västernorrland        |
| 345   |     | Eva Sonidsson | Parti social-démocrate suédois des travailleurs | Comté de Västernorrland        |
| 346   |     | Lena Asplund | Modérés                                         | Comté de Västernorrland        |
| 347   |     | Jasenko Omanovic | Parti social-démocrate suédois des travailleurs | Comté de Västernorrland        |
| 348   |     | Stefan Tornberg | Parti du centre                                 | Comté de Norrbotten            |
| 349   |     | Fredrik Lundh | Parti social-démocrate suédois des travailleurs | Comté de Norrbotten            |

## Membres démissionnaires
| Siège | Membre démissionnaire | Membre démissionnaire  | Parti                                                      | Circonscription      | Nouveau membre   | De              |
| ----- | --------------------- | ---------------------- | ---------------------------------------------------------- | -------------------- | ---------------- | --------------- |
| 314   |                       | Sebastian Cederschiöld | Moderata Samlingspartiet (Parti du rassemblement modéré)   | Commune de Stockholm | Gustav Blix      | 3 octobre 2006  |
| 281   |                       | Åsa Romson             | Miljöpartiet de Gröna (Parti de l'environnement-Les Verts) | Commune de Stockholm | Per Bolund       | 3 octobre 2006  |
| 282   | \|                    | Maria Borelius         | Moderata Samlingspartiet (Parti du rassemblement modéré)   | Comté de Stockholm   | Mikael Sandström | 17 octobre 2006 |